# Tulipes et huîtres sur fond noir
Tulipes et huîtres sur fond noir est un tableau réalisé par le peintre français Henri Matisse en février 1943 à Nice, dans les Alpes-Maritimes. Cette huile sur toile est une nature morte qui représente devant un fond noir une surface rouge sur laquelle sont posés un vase de tulipes, un plat d'huîtres, six fruits jaunes, une bouteille brune et un verre bleu. Exposée au Salon d'Automne, l'œuvre devient la propriété de Pablo Picasso à la faveur d'un échange qui voit son confrère espagnol céder à l'artiste une autre nature morte et un portrait de Dora Maar. Elle est conservée depuis 1978 au musée Picasso de Paris.